# Charles Bally
Charles Bally (Ginebra, 4 de febrer de 1865 — Ginebra, 10 d'abril de 1947) va ser un lingüista suís.
Bally va estudiar filologia clàssica a la Universitat de Ginebra (1883-85) i completà els estudis a Berlin, on obtingué el grau de doctor. Després de diverses ocupacions, tornà a Ginebra ou feu classes de al Progymnasium i a la Universitat. Finalment, el 1913 va ser nomenat professor a la Universitat de Ginebra on ocupà la càtedra de gramàtica comparada i lingüística general com a successor del seu mestre Ferdinand de Saussure.
Amb el seu company Albert Sechehaye foren responsables de la publicació pòstuma del Cours de linguistique générale (1916) del seu mestre.
El tema principal de la recerca de Bally és l'estilística de la llengua parlada, incloent-hi el seu estudi afectiu i expressiu.
La Universitat de la Sorbonne el va nomenar doctor honoris causa el 1937.

## Obres
- Traité de stylistique française (1909)
- Le langage et la vie (1913)
- Cours de linguistique générale (1916)
- Linguistique générale et linguistique française (1932)